# シルヴァーノ・フォス
シルヴァーノ・クリフ・ロビー・フォス（Silvano Cliff Robbie Vos、2005年3月16日 - ）は、オランダ・アムステルダム出身のサッカー選手。ACミラン所属。ポジションはMF、DF。

## クラブ経歴
AVVゼーバルヒアでサッカーを始めた当初はストライカーとしてプレーしていたが、アヤックス・アムステルダムの下部組織へ移籍した時に守備的な選手としてプレーすることを決めた。
2023年4月9日、エールディヴィジのフォルトゥナ・シッタート戦にて、72分にフロリアン・グリリッチュとの途中交代でトップチームデビューを果たした。
2024年8月30日、ACミランのリザーブチーム、ミラン・フトゥーロへの加入が発表された。